# Daniel Korkor
Daniel Korkor (parfois orthographié Qorqor) est un édifice religieux (sans doute à vocation d'ermitage) situé dans le Tigré, en Éthiopie, dans la chaîne du Gheralta, à proximité de Wukro. Il consiste en deux salles taillées dans le roc, et se situe à quelques centaines de mètres d'un autre édifice religieux, l'église dite Maryam Korkor ; le chemin qui relie les deux lieux de culte est bordé d'un précipice d'environ trois cents mètres. 
La plus grande des deux salles compte de nombreuses fresques, notamment une Vierge à l'Enfant, David jouant de la lyre, le baptême du Christ, et, au plafond, les quatre évangélistes et quatre archanges.